# Valérie Grenier
Valérie Grenier (* 30. Oktober 1996 in Ottawa, Ontario) ist eine kanadische Skirennläuferin. Sie fährt in den Disziplinen Abfahrt, Super-G und Riesenslalom.

## Biografie
Grenier stammt aus St. Isidore in einer französischsprachigen Region im Osten der Provinz Ontario. Das Skifahren erlernte sie am Mont Tremblant in Québec. In ihrer Jugend war sie eine talentierte Wasserskiläuferin und wurde 2012 kanadische Juniorenmeisterin, entschied sich dann aber, auf den alpinen Skisport zu setzen. Die ersten FIS-Rennen bestritt sie als 15-Jährige im Dezember 2011, bereits im Januar 2012 gelang ihr der erste Sieg auf dieser Stufe. Im März 2012 startete sie erstmals im Nor-Am Cup und fuhr sogleich in die Punkteränge. In der Folge etablierte sie sich in dieser Rennserie im vorderen Mittelfeld. Am 15. Dezember 2014 gewann sie ihr erstes Rennen im Nor-Am Cup, einen Super-G in Panorama.
Ihr Debüt im Weltcup hatte Grenier am 7. Dezember 2014 in Lake Louise, wo sie im Super-G auf den 32. Platz fuhr. Am 25. Januar 2015 gewann sie mit dem überraschenden 13. Platz im Super-G von St. Moritz erstmals Weltcuppunkte. Bei den Juniorenweltmeisterschaften 2015 in Hafjell gewann sie im Riesenslalom die Bronzemedaille. Ein Jahr später in Sotschi gewann sie die Gold in der Abfahrt und Silber im Super-G. Regelmäßig zu Weltcupeinsätzen kam Grenier ab der Saison 2016/17, wobei sie bei Abfahrten, Super-Gs, Riesenslaloms und auch in einem Slalom in die Punkteränge fuhr. Obwohl sie in der darauf folgenden Saison 2017/18 nicht an diese Leistung anknüpfen konnte, nahm sie an den Olympischen Winterspielen 2018 in Pyeongchang teil, wo der sechste Platz im Kombinationswettbewerb ihr mit Abstand bestes Ergebnis war.
In der Saison 2018/19 erzielte Grenier zwei Ergebnisse unter den besten zehn, wobei sie am 20. Januar 2019 als Vierte des Super-G von Cortina d’Ampezzo nur knapp das Podest verpasste. Zweieinhalb Wochen später stürzte sie im Abfahrtstraining der Weltmeisterschaften 2019 in Åre schwer und zog sich einen Schienbein- sowie einen Knöchelbruch zu. Sie fiel für den Rest des Winters aus und verpasste auch die gesamte nächste Saison. Im Oktober 2020 gab sie ihr Comeback und punkte im Winter 2020/21 verschiedentlich in Riesenslaloms, während sie auf Starts in Abfahrten verzichtete. Bestes Ergebnis im Weltcup 2021/22 war ein vierter Platz im Riesenslalom von Kranjska Gora; bei den Olympischen Winterspielen 2022 in Peking schied sie in derselben Disziplin aus.
Nach einem etwas verhaltenen Saisonstart gewann Grenier am 7. Januar 2023 überraschend den Weltcup-Riesenslalom von Kranjska Gora, wobei sie in beiden Läufen die Bestzeit erzielte. Es handelte sich um den ersten kanadischen Riesenslalom-Weltcupsieg seit Kathy Kreiner im Jahr 1974. Einen Monat später gewann sie bei den Weltmeisterschaften 2023 in Méribel die Bronzemedaille im Mannschaftswettbewerb.
Im Oktober 2023 wurde bekannt, dass Grenier nicht die 14.000 Euro aufbringen konnte, die sie dem kanadischen Team bezahlen muss, um im Weltcup zu starten. Sie und Laurence St-Germain suchten noch Sponsoren für die Saison und fanden diese später. Am 26. Januar 2024 erreichte Grenier mit Platz drei in der Abfahrt von Cortina d’Ampezzo ihre erste Podestplatzierung in einer Speed-Disziplin. Zwei Tage später stürzte sie am selben Ort im Super-G; sie verletzte sich an der Schulter und am Knie, worauf sie für den Rest der Saison ausfiel.

## Erfolge

### Olympische Spiele
- Pyeongchang 2018: 6. Alpine Kombination, 21. Abfahrt, 23. Super-G

### Weltmeisterschaften
- Vail / Beaver Creek 2015: 19. Super-G
- St. Moritz 2017: 11. Alpine Kombination, 32. Abfahrt, 33. Super-G
- Åre 2019: 19. Super-G
- Méribel 2023: 3. Mannschaftswettbewerb, 14. Alpine Kombination, 20. Riesenslalom
- Saalbach-Hinterglemm 2025: 14. Riesenslalom

### Weltcup
- 4 Podestplätze, davon 2 Siege:

| Datum          | Ort           | Land      | Disziplin    |
| -------------- | ------------- | --------- | ------------ |
| 7. Januar 2023 | Kranjska Gora | Slowenien | Riesenslalom |
| 6. Januar 2024 | Kranjska Gora | Slowenien | Riesenslalom |

### Weltcupwertungen
| Saison  | Gesamt | Gesamt | Abfahrt | Abfahrt | Super-G | Super-G | Riesenslalom | Riesenslalom | Slalom | Slalom | Kombination | Kombination |
| Saison  | Platz  | Punkte | Platz   | Punkte  | Platz   | Punkte  | Platz        | Punkte       | Platz  | Punkte | Platz       | Punkte      |
| ------- | ------ | ------ | ------- | ------- | ------- | ------- | ------------ | ------------ | ------ | ------ | ----------- | ----------- |
| 2014/15 | 91.    | 20     | –       | –       | 35.     | 20      | –            | –            | –      | –      | –           | –           |
| 2015/16 | 98.    | 15     | –       | –       | 40.     | 15      | –            | –            | –      | –      | –           | –           |
| 2016/17 | 76.    | 70     | 41.     | 20      | 34.     | 32      | 40.          | 16           | 60.    | 2      | –           | –           |
| 2017/18 | 100.   | 23     | –       | –       | 51.     | 5       | 56.          | 2            | –      | –      | 28.         | 16          |
| 2018/19 | 51.    | 136    | –       | –       | 18.     | 95      | 27.          | 41           | –      | –      | –           | –           |
| 2020/21 | 66.    | 57     | –       | –       | –       | –       | 24.          | 57           | –      | –      | –           | –           |
| 2021/22 | 49.    | 159    | –       | –       | –       | –       | 12.          | 159          | –      | –      | –           | –           |
| 2022/23 | 25.    | 384    | –       | –       | 36.     | 30      | 7.           | 354          | –      | –      | –           | –           |
| 2023/24 | 19.    | 429    | 25.     | 60      | 31.     | 42      | 6.           | 327          | –      | –      | –           | –           |

### Nor-Am Cup
- Saison 2014/15: 5. Gesamtwertung, 5. Riesenslalomwertung, 7. Abfahrtswertung, 7. Super-G-Wertung
- Saison 2015/16: 2. Gesamtwertung, 2. Abfahrtswertung, 4. Riesenslalomwertung
- Saison 2017/18: 7. Gesamtwertung, 1. Kombinationswertung, 3. Super-G-Wertung, 9. Riesenslalomwertung
- 16 Podestplätze, davon 9 Siege:

| Datum             | Ort             | Land   | Disziplin    |
| ----------------- | --------------- | ------ | ------------ |
| 15. Dezember 2014 | Panorama        | Kanada | Super-G      |
| 20. März 2015     | Burke Mountain  | USA    | Riesenslalom |
| 19. März 2016     | Vail            | USA    | Riesenslalom |
| 3. März 2018      | Copper Mountain | USA    | Kombination  |
| 3. März 2018      | Copper Mountain | USA    | Super-G      |
| 14. März 2018     | Kimberley       | Kanada | Riesenslalom |
| 17. März 2018     | Kimberley       | Kanada | Super-G      |
| 17. März 2018     | Kimberley       | Kanada | Kombination  |
| 18. März 2018     | Kimberley       | Kanada | Super-G      |

### Juniorenweltmeisterschaften
- Québec 2013: 25. Super-G, 34. Riesenslalom
- Jasná 2014: 19. Super-Kombination, 23. Slalom, 34. Abfahrt, 40. Super-G
- Hafjell 2015: 3. Riesenslalom, 5. Abfahrt
- Sotschi 2016: 1. Abfahrt, 2. Super-G, 7. Riesenslalom

### Weitere Erfolge
- 1 Podestplatz im Europacup
- 3 kanadische Meistertitel: Abfahrt 2016, Riesenslalom 2016 und 2018
- 4 Siege in FIS-Rennen